# Rivière Schyan
La rivière Schyan (prononcée chou-a-yin) (algonquin Cawan (cha-ou-ian)) est  une rivière, affluent de la rivière des Outaouais. La rivière Schyan coule dans la municipalité de Sheenboro, dans la municipalité régionale de comté de Pontiac, dans la région administrative de l'Outaouais, au Québec, au Canada.
Elle est située entre la rivière Dumoine à l'ouest et la rivière Coulonge à l'est ainsi que la rivière Noire pour la partie supérieure. Elle s'étend à 50 km à l'ouest de Fort-Coulonge, Pontiac, Québec, Canada.
Plusieurs camps forestiers situés sur ce territoire ont également été ainsi nommés Camp Schyan. La surface de la rivière est généralement gelée de la mi-décembre jusqu'au début avril. La foresterie constitue la principale activité économique ; les activités récréotouristiques arrivent en second rang.
Voir aussi Histoire du Pontiac

## Géographie

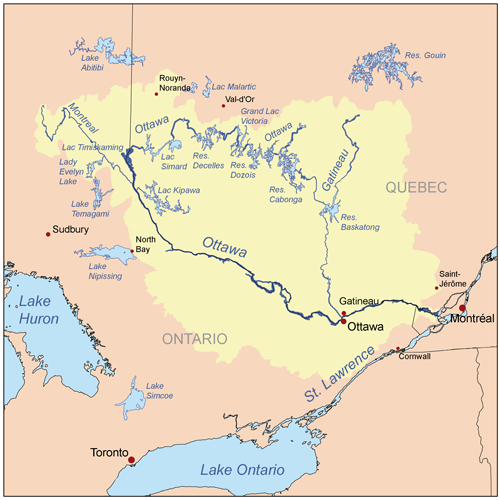
Bassin hydrographique de la rivière des Outaouais.

Les bassins versants voisins de la rivière Schyan sont :
- côté nord : rivière Noire ;
- côté est : ruisseau North, rivière Noire ;
- côté sud : rivière des Outaouais ;
- côté ouest : rivière Dumoine.

Le lac Schyan (longueur : 5,9 km par 5,8 km ressemblant à une croix difforme ; altitude : 266 m), situé dans le territoire non organisé du Lac-Nilgaut, constitue le lac de tête de la rivière Schyan. Ce lac comporte le barrage Schyan à son embouchure, s'y déverse vers le sud.
L'embouchure du lac (côté sud du lac) se situe à :
- 27,9 km au nord-est de la confluence de la rivière Schyan ;
- 34,5 km au nord du centre du village de Sheenboro ;
- 7,9 km au sud-est des rapides de la Targie sur la rivière Noire ;
- 10,7 km au sud du barrage Forant érigé à l'embouchure du lac Forant.

Cours de la rivière
À partir de l'embouchure du lac Schyan, la rivière Schyan coule généralement vers le sud sur 46 km :
Cours supérieur de la rivière (segment de 26,1 km)
- 1,3 km vers le sud, jusqu'à l'embouchure d'un lac non identifié lequel reçoit de l'ouest les eaux d'un ensemble de lacs dont le lac des Îlots ;
- 1,1 km vers le sud, en serpentant jusqu'à la décharge du lac Germain (venant de l'est) ;
- 2,3 km vers le sud-ouest, jusqu'à la décharge du lac Simms (venant de l'est) ;
- 3,8 km vers le sud, jusqu'à la confluence du ruisseau Rowan ;
- 2,2 km vers le sud, en serpentant jusqu'au ruisseau de l'Achigan lequel draine le lac Smith et le lac de l'Achigan ;
- 5,0 km vers le sud-est, puis vers le sud-ouest, jusqu'à la décharge des lacs Labelle et Leblanc (venant de l'ouest) ;
- 6,4 km vers le sud-ouest en traversant une zone de rapides, puis le sud, jusqu'à la décharge (venant de l'ouest) des lacs Tourangeau, Saint-Pierre et Racine ;
- 3,0 km vers le sud en traversant une zone de rapides, jusqu'à la décharge du lac Doyon (venant de l'ouest) ;
- 1,0 km vers le sud, jusqu'à la décharge du lac Écarté (venant du sud-ouest) ;

Cours inférieur de la rivière (segment de 24,1 km)
- 5,7 km vers le sud-ouest en formant une grande courbe vers le sud pour contourner une montagne, jusqu'à la décharge du lac Casson (venant du nord-ouest) ;
- 6,1 km vers le sud-ouest, jusqu'à la confluence de la Petite rivière Schyan (venant du nord-ouest) ;
- 7,0 km vers le sud, puis vers l'ouest, en formant un crochet pour contourner une montagne, jusqu'à la décharge du lac Geremian (venant du nord) ;
- 5,3 km vers le sud-ouest, jusqu'à la confluence de la rivière[2].

La rivière Schyan se déverse sur la rive nord de la rivière des Outaouais, à Schyan Point, en face de la bay Balmer (Ontario). Cette confluence se situe à :
- 3,6 km à l'est du centre du village de Deep River ;
- 20,7 km au nord-ouest du centre du village de Sheenboro ;
- 61,2 km au nord-ouest du centre du village de Fort-Coulonge ;
- 22,4 km au sud-est du centre du village de Rapides-des-Joachims.

La rivière Schyan a été utilisée pour le transport du bois par flottaison au cours du XIXe siècle et XXe siècle.

## Toponymie
L'origine du nom est inconnue mais pourrait provenir d'une déformation anglaise ou française du mot algonquin cawan  ou   càwanong, signifiant Sud ou direction du soleil 
Le toponyme rivière Schyan a été officialisé le 5 décembre 1968 à la Commission de toponymie du Québec.